# Сан Лоренцо ди Ровета (Бергамо)
Сан Лоренцо ди Ровета је насеље у Италији у округу Бергамо, региону Ломбардија.
Према процени из 2011. у насељу је живело 1381 становника. Насеље се налази на надморској висини од 620 м.